# Fagagna
Fagagna (Feagne en frioulan) est une commune italienne d'environ 7 000 habitants de la province d'Udine, dans la région autonome du Frioul-Vénétie Julienne.

## Administration
| Période                                  | Période | Identité | Étiquette | Qualité |
| ---------------------------------------- | ------- | -------- | --------- | ------- |
|                                          |         |          |           |         |
| Les données manquantes sont à compléter. |         |          |           |         |

### Hameaux
Ciconicco, Villalta, San Giovanni in Colle, Battaglia, Madrisio.

### Communes limitrophes
Basiliano, Colloredo di Monte Albano, Martignacco, Mereto di Tomba, Moruzzo, Rive d'Arcano, San Vito di Fagagna.